# كارلوس رودريغيز كارديناس
كارلوس رودريغيز كارديناس هو رسام كوبي، ولد في 1962.